# Beauchamp-Sharp-Tragödie

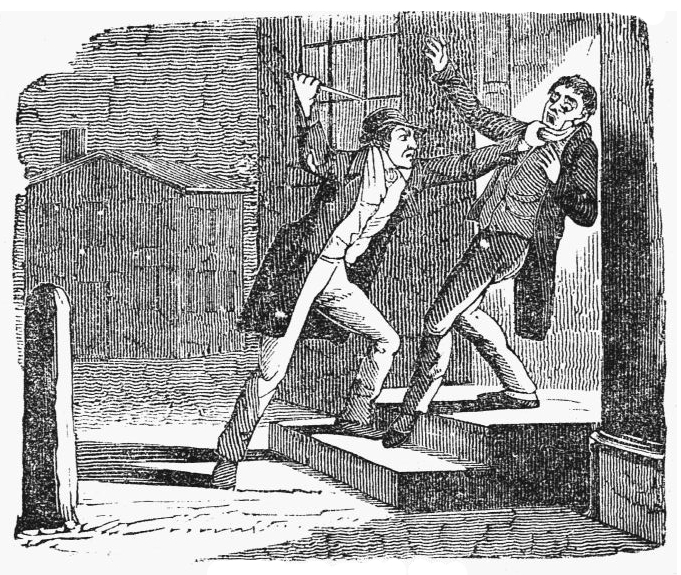
Jeroboam O. Beauchamp ermordet Solomon P. Sharp (Stich aus dem Jahre 1833, erschienen in The United States Criminal Calendar)

Als  Beauchamp-Sharp-Tragödie oder Kentucky-Tragödie (englisch Kentucky Tragedy) wird der Mord an dem Politiker Solomon P. Sharp in Frankfort im US-Bundesstaat Kentucky durch den jungen Rechtsanwalt Jereboam O. Beauchamp am 7. November 1825 bezeichnet. Der Mörder wollte seiner späteren Aussage nach mit seiner Tat die Ehre seiner Frau verteidigen. Die Hintergründe und Umstände der Tat sowie der anschließende spektakuläre Prozess, bei dem der Mörder zum Tode verurteilt wurde, und der versuchte Doppelselbstmord Beauchamps und seiner Frau Anne Cooke am Abend der Hinrichtung sind ebenfalls ein wesentlicher Teil der Beauchamp-Sharp-Tragödie.
Über den Mord, die Umstände der Tat und den Prozess wurde vielfach in den amerikanischen Medien berichtet. Die tragische Liebesgeschichte, die mit dem Tod beider Eheleute endete, sowie die politischen Hintergründe gaben reichlich Anlass zu Spekulationen. Die Akten und Briefe, die die Vorgänge dokumentieren, wurden von Historikern wiederholt untersucht, die Geschichte selbst von verschiedenen Autoren, darunter Edgar Allan Poe, William Gilmore Simms sowie Robert Penn Warren, aufgegriffen und literarisch bearbeitet.

## Vorgeschichte

### Beteiligte

#### Solomon P. Sharp

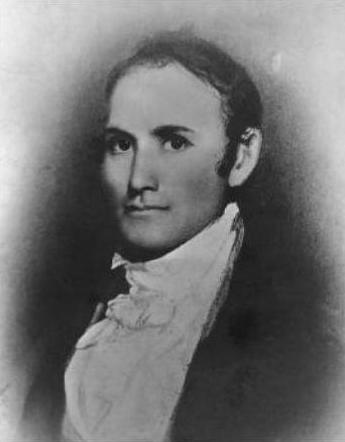
Solomon P. Sharp

Sharp wurde am 22. August 1787 als fünfter Sohn eines ehemaligen Soldaten der Revolutionsarmee und einer schottischen Einwandererin in ärmliche Verhältnisse geboren. Sein Vater bemühte sich trotz geringer finanzieller Mittel um die bestmögliche Bildung und Ausbildung seiner Kinder. Solomon entschied sich für eine juristische Laufbahn, die für junge Männer im Grenzland seiner Zeit eine erstrebenswerte Möglichkeit bot, zu Wohlstand und Einfluss zu gelangen. Es ist unbekannt, ob er Jura studierte oder bei einem Anwalt in die Lehre ging, jedoch wurde er bereits als 22-Jähriger erstmals in das Repräsentantenhaus von Kentucky gewählt, dem er fünf Amtszeiten lang angehörte. Kurz nach seinem 25. Geburtstag wurde er in dieser Funktion zum Abgeordneten ins Repräsentantenhaus der Vereinigten Staaten gewählt. Er heiratete 1818 in eine der einflussreichsten Familien des Staates ein und eröffnete in Bowling Green eine erfolgreiche Anwaltskanzlei. Mit 34 Jahren wurde er schließlich Generalstaatsanwalt Kentuckys und zog nach Frankfort, die Heimatstadt seiner Frau Eliza Scott.

#### Jereboam O. Beauchamp
Beauchamp wurde am 24. September 1802 geboren und nahm den in ähnlichen Verhältnissen aufgewachsenen Solomon P. Sharp zum Vorbild. Der als überdurchschnittlich intelligent, aber unstet und wild beschriebene Beauchamp wurde von seinem Vater finanziell unterstützt und erhielt eine gute Ausbildung. Als dieser die Ausbildung nicht mehr finanzieren konnte, verließ Beauchamp die Schule, versuchte sich 16-jährig zunächst als Kaufmann, später als Lehrer, fand jedoch beides unbefriedigend und kehrte zu seinem ehemaligen Lehrer Benjamin Thurston zurück, um eine Laufbahn als Anwalt einzuschlagen. Er erhielt seine Zulassung im Jahre 1823 nach einer von ihm geforderten öffentlichen Befragung (anstelle einer nichtöffentlichen Prüfung durch den Zulassungsausschuss), bei der er sich als herausragend talentierter Anwalt erwies. Er ließ sich in Bowling Green nieder. Sein aggressiver Stil in Gerichtsverhandlungen erinnerte viele Zuschauer an den ebenfalls in der Kleinstadt praktizierenden Solomon P. Sharp. Ob er diesen bewusst imitierte, ist unbekannt; er verlieh jedoch seiner Bewunderung für Sharp, für den er einige kleinere Aufträge übernahm, mehrfach Ausdruck. 1820 verlor er das Interesse an der Rechtswissenschaft und kehrte auf die Farm seines Vaters in der Nähe von Franklin zurück. Dort begegnete er der 16½ Jahre älteren Anne Cooke.

#### Anne Cooke

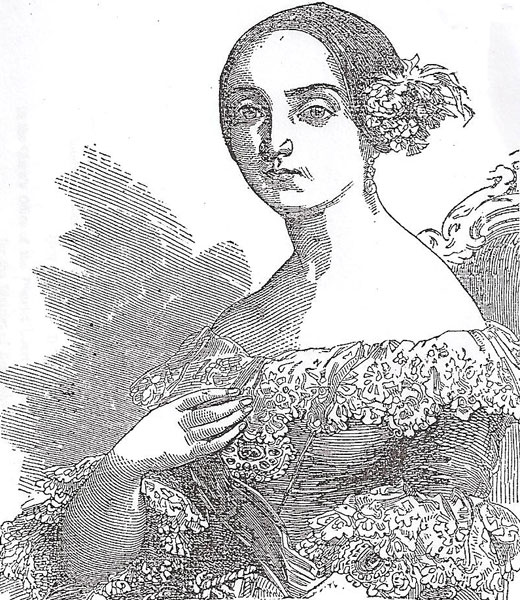
Anne Cooke, Radierung aus der Veröffentlichung: The life of Jeroboam O. Beauchamp: who was hung at Frankfort, Kentucky, for the murder of Col. Solomon P. Sharp, 1850

Die dritte direkte Beteiligte an der Tragödie war Anne Cooke, die am 7. Februar 1786 in eine wohlhabende Familie in Tidewater, Virginia geboren wurde. Es ist unbekannt, welche Art von Bildung sie erhielt, jedoch gibt es verschiedene Hinweise darauf, dass sie für eine junge Frau ihres Standes sehr gebildet war; so verfügte sie über eine flüssige und elegante Handschrift, interessierte sich lebhaft für Literatur und Poesie, aus der sie zitierte, und verfasste eine Reihe eigener Gedichte. In späteren Nacherzählungen wird die Familie Cooke häufig als eine von niedrigem Stand beschrieben, der vorübergehende soziale Abstieg begann jedoch erst mit dem Tod des Vaters. Anne Cooke war damals 20 Jahre alt. Die Familie verschuldete sich, verkaufte in der Folge die Liegenschaften in Tidewater und zog ins Grenzland Kentuckys nach Bowling Green, um dort neu anzufangen. Den Brüdern Cooke gelang es recht schnell, ein neues Vermögen aufzubauen, und die Familie stieg gesellschaftlich wieder auf. Für eine junge Frau ihrer Schicht galt sie als außerordentlich unkonventionell und selbst nach den lockereren Maßstäben des Grenzlandes als sexuell freizügig und unangepasst. Obwohl Schoenbachler davon ausgeht, dass sie nicht nach allgemeiner Vorstellung schön war, dürfte sie seiner Ansicht nach eine Reihe von Heiratsangeboten erhalten haben, die sie zugunsten ihrer Freiheit ablehnte. Knapp über 30 Jahre alt, wurde sie schwanger, das Kind wurde tot geboren. Anne Cooke beschuldigte Solomon P. Sharp, sie verführt und geschwängert zu haben. Als ihre Brüder kein Interesse daran zeigten, die Ehre ihrer renitenten Schwester zu verteidigen, zog sie sich verbittert zurück und widmete sich ausschließlich ihrer umfangreichen Sammlung von Romanen und Novellen.

### Politische Hintergründe
Zu der Zeit, als sich die Beauchamp-Sharp-Tragödie ereignete, fand in Kentucky als Folge der Finanzkrise von 1819 eine heftige politische Kontroverse statt. Die Kentucky General Assembly entschied, das bisherige Appellationsgericht, den Kentucky Court of Appeals, abzuschaffen und an dessen Stelle ein neues Gericht einzurichten. Die Richter des „alten Gerichts“ (engl. Old Court) weigerten sich, die Entscheidung anzuerkennen und das „alte Gericht“ aufzulösen – das „neue Gericht“ (engl. New Court) wurde dennoch etabliert. Während der Old Court eher den Gläubigern und Profiteuren der Finanzkrise Unterstützung zusprach, versprach der New Court den in der Finanzkrise verschuldeten Menschen Erleichterung. Sharp war einer der wichtigsten Befürworter der New-Court-Fraktion. Gegen Mitte der 1820er Jahre begann die Macht des New Court zu schwinden; um diese Entwicklung aufzuhalten, entschied sich Sharp, sein Amt als Generalstaatsanwalt aufzugeben und sich 1824 um einen Sitz im Kentucky House of Representatives zu bewerben. Sein Gegner in dieser Wahl war John J. Crittenden, ein getreuer Anhänger des Old Court.
Als Unterstützer Crittendens engagierten sich insbesondere Patrick Darby und John V. Waring, beide bekennende Anhänger des Old Court und erbitterte politische Gegner Sharps.
Waring, der bereits 1821 versucht hatte, Sharps öffentliches Ansehen zu zerstören, inszenierte 1824 eine weitere Schmutzkampagne gegen ihn, bei der er versuchte, diesen in Pamphleten als Mann ohne jede Moral darzustellen. Neben Betrugsvorwürfen wiederholte er Anne Cookes Vorwürfe gegen Sharp, sie verführt und geschwängert zu haben. Sharps politische Freunde versuchten, dies zu widerlegen, indem sie kurz nach Sharps gewonnener Wahl in einem weiteren Pamphlet behaupteten, Cooke habe ein dunkelhäutiges Kind geboren. Nicht Sharp, hieß es in dem Pamphlet, sondern ein Afroamerikaner müsse der Vater sein.

### Persönliche Beziehungen
Verschiedene Historiker, darunter Matthew G. Schoenbachler und Dickson D. Bruce, haben die Beziehungen der Beteiligten untereinander untersucht. Überwiegend stützten sie sich dabei auf die von Beauchamp vor seiner Hinrichtung verfasste, 137 Seiten starke Confession (engl. ‚Beichte‘ oder ‚Geständnis‘) sowie die Gerichtsakten, die Aussagen des Gefängniswärters John McIntosh, die nach dem Tode der Beauchamps veröffentlichten Briefe Annes und die umfangreiche Gegendarstellung, die der Bruder des Ermordeten Leander Sharp als Vindication (engl. ‚Wiederherstellung‘ [der Ehre], ‚Rehabilitation‘) nach dessen Tod verfasste. Letztlich jedoch bleiben einige Punkte offen oder lassen sich nur aufgrund von Mutmaßungen als wahrscheinlich betrachten.

#### Sharp – Cooke
Sharp und Cooke lernten sich 1807 kennen, als Cooke mit ihrer Familie nach Bowling Green zog. Ob die beiden bereits vor 1818 eine Affäre hatten, lässt sich nur vermuten, jedoch spricht nach Schoenbachler einiges dafür, dass Sharp und Cooke sexuelle Kontakte unterhielten und er tatsächlich der Vater des totgeborenen Kindes war. Es ist bekannt, dass Cooke ein häufiger Gast im Hause Sharp war; Sharp und Cooke hatten gemeinsame literarische Vorlieben, sie waren beinahe gleichaltrig und beide waren lange Zeit und entgegen der Norm unverheiratet. Nach der Heirat Sharps wurden die Besuche seltener, der gesellschaftliche Kontakt brach jedoch nie ab. Zudem erwähnt Schoenbachler die interessante zeitliche Abfolge der Schwangerschaften von Eliza Sharp und Anne Cooke als Argument für eine Affäre. Es kann davon ausgegangen werden, dass Eliza Sharp sich an die gesundheitlichen Ratschläge der damaligen Zeit hielt, auf Geschlechtsverkehr während der Schwangerschaft zu verzichten. Eine außereheliche sexuelle Betätigung ihres Mannes war wahrscheinlich und während der Schwangerschaft auch gesellschaftlich akzeptiert. In diese Phase fällt die Schwängerung Anne Cookes, die über Jahre hinweg bei ihrer Darstellung blieb, Sharp sei der Verantwortliche.

#### Cooke – Beauchamp

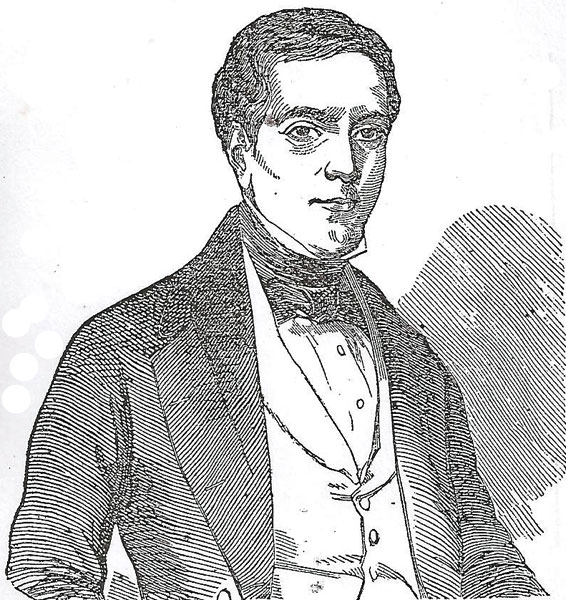
Jereboam O. Beauchamp, Radierung aus der Veröffentlichung: The life of Jeroboam O. Beauchamp: who was hung at Frankfort, Kentucky, for the murder of Col. Solomon P. Sharp, 1850

Als der bekannte Schürzenjäger Beauchamp 1820 in die Nähe von Anne Cooke zog, lebte diese sehr zurückgezogen. Nach der Beschreibung Beauchamps fühlte er sich einsam und versuchte mehrmals, die von allen verletzte und verlassene Dame zu besuchen. Sie wies ihn immer wieder ab, überließ ihm jedoch den Zugang zu ihrer Bibliothek. Daraus, so Beauchamp in seiner Confession, sei Liebe geworden und er habe um ihre Hand angehalten. Anne Cooke habe unter der Bedingung angenommen, er müsse versprechen, das ihr angetane Unrecht zu rächen und Sharp zu töten. Diese romantische Selbstdarstellung ist nach Bruce mehr als unwahrscheinlich. Er sieht mehrere Indizien für eine durch Sharp „gekaufte Ehe“, um Cooke angesichts der bevorstehenden Wahl zum Schweigen zu bringen. Er führt dafür insbesondere das Argument des Altersunterschieds zwischen Cooke und Beauchamp auf; zusätzlich wurden zum Zeitpunkt der Ankündigung der Hochzeit einige Anklagen wegen Ruhestörung und eine Vaterschaftsklage gegen Beauchamp fallen gelassen. Zudem erhielt der junge Anwalt einige Aufträge von Sharp. Falls Cooke tatsächlich den Tod Sharps von Beauchamp forderte, könnte diese Forderung durch eine erneute Vaterschaftsklage gegen Beauchamp verstärkt worden sein. Nach Bruce könnte sie daraufhin den ultimativen Liebesbeweis, die Tötung Sharps, von ihrem Mann eingefordert haben. Cookes Dankbarkeit für den Mord an Sharp ist offensichtlich, sie überschrieb ihr Vermögen für den Fall ihres Todes an den Vater Beauchamps. Dennoch gibt es kaum Zweifel an der engen Bindung zwischen den beiden von der zeitgenössischen Roman- und Novellenliteratur stark beeinflussten Partnern. Es bleibt jedoch unklar, ob sie sich liebten, sexuelle Anziehungskraft aufeinander ausübten oder sich aus rationalen Gründen nahestanden.
Neben einer durch Sharp erpressten Ehe ist auch ein Wunsch des jungen Mannes denkbar, durch die Heirat mit Anne Cooke zu Wohlstand zu gelangen oder den gesellschaftlichen Aufstieg zu erreichen, der ihm bis dahin verwehrt geblieben war. Ebenfalls unklar ist, wieso das Paar mit der Trauung bis 1824 wartete. Beauchamp gab in seiner Confession an, er habe Anne nicht heiraten können, solange Sharp noch lebte. Möglicherweise wollte er aber nur seine Studien beenden. Leander Sharp wies darauf hin, dass das Paar aus juristischen Gründen nicht früher getraut werden konnte – Beauchamp war noch nicht 21 Jahre alt und damit nach damaligem Recht nicht volljährig, sein Vater aber verweigerte die notwendige Zustimmung zur Ehe.

#### Beauchamp – Sharp
Beauchamp behauptet in seiner Confession, er habe bereits 1820 jede Verbindung zu Sharp abgebrochen, als er von dessen schmählichem Verhalten als Vater von Cookes Kind erfahren habe. Er habe ihn danach nicht mehr achten können und sein ehemaliges Vorbild als widerwärtig empfunden. Er habe ihn 1821 ohne Zeugen oder Sekundanten zum Duell gefordert, um Cookes Ehre wiederherzustellen. Sharp habe jedoch in unmännlicher Weise abgelehnt und um sein Leben gebettelt. Diese Episode der Confession gilt allgemein als frei erfunden; das Verhalten Sharps widerspräche allen üblichen Gepflogenheiten für einen Mann seiner Gesellschaftsschicht, in der die persönliche Ehre eine wesentliche Rolle spielte. Leander Sharp weist in seiner ansonsten stellenweise unglaubwürdigen Gegendarstellung, der Vindication, glaubhaft nach, dass die Beziehung zwischen Beauchamp und Sharp mindestens bis in das Jahr 1823 ungestört war. Bruce geht davon aus, dass die Beziehung zwischen den beiden Männern komplexer war, als von Zeitgenossen angenommen wurde. Wieso die ursprünglich von der „Verführung“ Cookes ungetrübte Beziehung sich änderte, ist unklar. Möglicherweise hatte Sharp Beauchamp für dessen Heirat mit Anne Cooke mehr Geld angeboten als er letztlich bezahlte oder beendete die Unterstützung des Paares ganz.

## Mord

### Vorabend des Mordes
Warum Beauchamp sich Anfang November 1825 auf den Weg nach Frankfort machte, um Sharp zu töten, ist unbekannt. Eine mögliche Erklärung ist, dass Anne Cooke, aufgebracht durch das Gerücht, sie habe ein schwarzes Kind geboren, nachdrücklich den Tod Sharps von ihrem Mann gefordert hat. Eine andere von Historikern erwogene Option ist die günstige Gelegenheit, die sich Beauchamp im frühen November bot. Die gerade durch Sharp gewonnene Wahl hätte den Mordverdacht auf seine politischen Gegner in der Old-Court-Fraktion gelenkt und von Beauchamp abgelenkt. Schoenbachler weist jedoch darauf hin, dass der Mord nicht sehr durchdacht geplant wurde. Beauchamp, der nach fünf Tagen auf dem Pferd am Abend des 6. November in Frankfort ankam, hatte sich den ganzen Weg über ein rotes Tuch um den Kopf gebunden, um nicht erkannt zu werden. Am nächsten Tag sollte die erste Sitzung der neugewählten Assembly stattfinden, bei der Sharp zum Vorsitzenden der Versammlung (Speaker) gewählt werden sollte. In der Stadt angekommen, begab Beauchamp sich in das Mansion House, ein angesehenes Hotel und zugleich das informelle Hauptquartier der New-Court-Fraktion. Für Schoenbachler stellt sich hier die unbeantwortete Frage, wieso jemand, der einen der führenden Köpfe der Fraktion töten will, ausgerechnet in diesem Gästehaus ein Zimmer sucht. Beauchamp wurde wegen Überbelegung des Hotels an einen privaten Vermieter verwiesen, Joel Scott. Scott, ebenfalls ein Anhänger des New Court und zugleich ein enger Freund Solomon Sharps, überließ ihm ein Zimmer. Beauchamp nahm in Scotts Gegenwart das Tuch vom Gesicht, was diesen später zu einem wichtigen Zeugen der Anklage machte.

### Fragliche Stunden vor dem Mord
Was wirklich zwischen 21:30 Uhr, dem Zeitpunkt, an dem Beauchamp nach eigener Aussage Scotts Haus verließ, und dem Mord um 2:00 Uhr geschah, bleibt unklar. Nach Beauchamps Confession verließ er Scotts Haus und schlich durch die Straßen, um das Haus seines Opfers zu suchen und Sharp aufzuspüren. Scott und Sharps Bruder widersprachen, gestützt durch die Aussage zweier Nachtwächter, dieser Darstellung. Nach ihrer Ansicht habe Beauchamp frühestens gegen 1:00 Uhr sein Zimmer verlassen und sich auf den Weg zu Sharps Wohnsitz gemacht, den ihm ein Komplize aus dem Umfeld des Old Court gezeigt habe. Beide gegensätzlichen Aussagen haben Schwachpunkte: Scott pflegte die Türe fest zu verriegeln, sobald er ins Bett ging. Wären die Scotts noch wach gewesen, hätte Beauchamp nach der Tat nicht zurückkehren können. Ebenso ist es unwahrscheinlich, dass der stadtfremde Beauchamp so schnell und zielsicher das Anwesen der Sharps finden konnte oder wusste, an welche der fünf Türen er klopfen musste, um Sharp und nicht das ganze Haus zu wecken. Die Aussage von Beauchamps Gegnern wird von dem Historiker J.W. Coleman widerlegt, der sich eingehend mit den Umständen des Mordes beschäftigte. Seiner Ansicht nach war das Gebäude in dem die Sharps lebten, nicht zu verfehlen. Es galt als eines der schönsten und bekanntesten Bauwerke der Stadt. Er hält es für wahrscheinlich, dass Scott an diesem Abend vergessen hatte, die Türe abzuschließen, und dass die beiden Nachtwächter den jungen Mann sahen, der stundenlang in der Kälte auf sein Opfer gewartet hatte, als er zum Aufwärmen durch die Stadt ging.

### Ermordung
Gegen 2:00 Uhr morgens am 7. November 1825 klopfte der maskierte und mit einem Messer bewaffnete Beauchamp dreimal an die Tür eines Seiteneingangs des Hauses Sharp. Auf die Frage, wer Einlass begehre, antwortete Beauchamp: „John A. Covington“. Sharp, der eine Reihe Covingtons aus der Gegend kannte, öffnete die Türe. Beauchamp erklärte, er habe in der überfüllten Stadt kein Zimmer bekommen, und bat bei seinem alten Freund um Obdach. Sharp erkannte den Fremden jedoch nicht und bat ihn, die Maske abzunehmen. Als dieser es tat, erkannte Sharp den Mann und soll ausgerufen haben: “Great God – it’s him.” (deutsch: „Großer Gott – er ist es.“) Nach Beauchamps Darstellung fiel Sharp auf die Knie und es entwickelte sich ein Handgemenge, in dessen Verlauf Beauchamp einen tödlichen Stich ins Herz seines Opfers platzierte. Er verließ das Haus umgehend, blieb jedoch in der Nähe eines Fensters, um die Geschehnisse zu beobachten.
Eliza Sharp, die von der Treppe aus den Mord beobachtete, schilderte diesen weit weniger melodramatisch, als es Beauchamp in seiner Confession und einem Gedicht tat. Sie sah, wie ihr Mann langsam die Tür öffnete, Beauchamp diese aufschlug und den wehrlosen Mann niederstach. Eliza Sharp weckte ihren Bruder William Scott und John Bass, die ebenfalls im Haus waren, und informierte sie, dass jemand ins Haus eingedrungen sei, um ihren Mann zu ermorden. Die drei kehrten in den Raum zurück und fanden Sharp kaum atmend auf dem Boden liegend. Bass, ein Jurastudent bei Sharp, fragte Eliza, ob sie den Mann erkannt habe; sie verneinte. Sharps Bruder Leander, der als Arzt bei einem Hausbesuch war, wurde umgehend zurückbeordert. Er gab an, nur wenig Blut, aber gleich gesehen zu haben, dass es sich um eine tödliche Wunde handle. Der Mörder hatte nicht, wie Beauchamp angab, das Herz getroffen, sondern bei einem Bauchstich die Aorta etwa fünf Zentimeter unterhalb des Brustbeins durchtrennt. Bibb bestätigte die Aussage zur Menge des Blutes während des Prozesses. Die Gedärme des Mordopfers hätten die Wundöffnung verlegt und die Blutung aus dem Bauchraum heraus verhindert. Die verwirrte und trauernde Witwe wanderte etwas später ziellos durchs Haus. Dabei sah sie einen fremden, maskierten Mann, der durch das Fenster hereinlugte. Sie schrie, und ihre Verwandten setzten Beauchamp nach, aber er entkam den aufgebrachten Verfolgern in der Dunkelheit. Beauchamp zog seine mit Blutstropfen befleckten Kleider aus, beschwerte sie mit einem Stein und versenkte sie im Fluss. Dort hatte er zuvor saubere Kleidung versteckt. Das Messer vergrub er unweit dieser Stelle. Nach seinen Angaben schlich er gegen 3:00 Uhr wieder in sein Zimmer im Hause Scotts.

## Mordverdächtige und Ermittlungen

### Suche nach dem Mörder
Am Morgen des 7. November, an dem die Generalversammlung Sharp eigentlich zu ihrem Sprecher wählen wollte, verbreitete sich die Nachricht von seiner Ermordung wie ein Lauffeuer. Die Kentucky General Assembly setzte ein Kopfgeld in Höhe von 3.000 Dollar aus, die Summe wurde von der Stadt Frankfort um 1.000 Dollar erhöht, weitere 2.000 Dollar brachten die Freunde und die Familie Sharps auf. Erste Gerüchte kamen auf, es handele sich um einen politisch motivierten Anschlag. Verdächtigt wurden dabei vor allem Waring und Darby, die Urheber der Schmutzkampagne gegen Sharp. Diese hatten bereits in der Vergangenheit Morddrohungen gegen Sharp ausgesprochen. Gegen Waring wurde Haftbefehl erlassen. Dieser wurde jedoch kurz darauf wieder aufgehoben, als bekannt wurde, dass Waring am Tag vor dem Mord angeschossen worden war. Eine Schusswunde durch die Hüfte bewies, dass er den Mord nicht begangen haben konnte. Darby unternahm eigene Ermittlungen, um seine Unschuld zu beweisen. Dabei traf er auf Captain John F. Lowe, den Konstabler von Simpson County und einer der Nachbarn der Beauchamps. Dieser sagte gegenüber Darby nicht nur aus, von Beauchamp über Details des Mordes in Kenntnis gesetzt worden zu sein, sondern gab ihm auch einen Brief mit, in dem er schwere Vorwürfe gegen Beauchamp erhob.

### Beauchamps Flucht und Verhaftung
Beauchamp verließ Frankfort im Lauf des 7. November 1825, ritt nach Bloomfield und übernachtete bei einem Verwandten. Von dort aus reiste er am 8. November nach Bardstown weiter und traf am 9. November bei seinem Schwager in Bowling Green ein, wo er die Nacht verbrachte, ehe er am nächsten Tag nach Hause zurückkehrte. Er und Cooke hatten vor, nach Missouri zu flüchten, aber er wurde noch vor Einbruch der Nacht von einem aus Frankfort entsandten Aufgebot verhaftet. Beauchamp wurde nach Frankfort zurückgebracht und vor ein Untersuchungsgericht geführt. Der mit dem Fall betraute Staatsanwalt Charles S. Bibb hatte jedoch noch keine hinreichenden Beweise, um eine Anklage zu rechtfertigen. Unter der Auflage, die Stadt in den folgenden zehn Tagen nicht zu verlassen, wurde Beauchamp wieder freigelassen, um dem Gericht weitere Ermittlungen zu ermöglichen. In diesen Tagen schrieb Beauchamp eine Reihe von Briefen, darunter an John J. Crittenden und George M. Bibb, ehemaliger Senator Kentuckys und Freund des Ermordeten, die er um rechtlichen Beistand bat. Er bekam keine Antwort auf seine Briefe. Sein Onkel, ebenfalls ein Senator, stellte in der Zwischenzeit ein Team von ausgezeichneten Verteidigern unter der Leitung des ehemaligen US-Senators John Pope zusammen. Dieser wurde von den beiden bekanntesten Strafverteidigern Kentuckys, Lacy und Samuel Q. Richardson, unterstützt.

### Ermittlungen
Während der Ermittlungen unter Leitung Bibbs wurden eine Reihe erfolgloser Versuche unternommen, eindeutige Beweise für die Schuld Beauchamps zu erbringen. So wurde ein bei der Verhaftung bei Beauchamp sichergestelltes Messer mit der Stichwunde Sharps verglichen. Ein Fußabdruck in der Nähe des Hauses der Sharps wurde untersucht, konnte aber Beauchamp nicht zugeordnet werden. Ein weiteres Indiz, ein am Tatort gefundenes, blutverschmiertes Taschentuch, hatten die entsandten Beamten nach der Verhaftung Beauchamps auf dem Rückweg nach Frankfort verloren. Schoenbachler geht davon aus, dass dieses Taschentuch, das ein Nachbar der Sharps fand, möglicherweise erst nachträglich in die Nähe des Tatorts verbracht wurde. Ebenso hält er es für möglich, dass die den Verdächtigen begleitenden Wachen das Taschentuch nicht versehentlich verloren, sondern gegen Bezahlung verschwinden ließen. Der schlüssigste Beweis, den die Ermittler dem Gericht vorlegen konnten, war die Aussage Eliza Sharps. Sie hatte zu Protokoll gegeben, dass der Mörder eine sehr hohe, schrille Stimme hatte, die sie als die von Beauchamp erkannte.
Darby gab bei seiner Aussage vor dem Untersuchungsgericht an, dass Beauchamp versucht hatte, ihn 1824 als rechtliche Vertretung gegen Sharp zu gewinnen. Wessen er Sharp bezichtigen sollte, ist unbekannt. Bei der Diskussion des möglichen Falls habe Beauchamp ihm die Geschichte Anne Cookes erzählt, die von Sharp geschwängert und verlassen worden sei. Bei dieser Gelegenheit habe Beauchamp geschworen, er werde Sharp eines Tages für das Unrecht zur Rechenschaft ziehen und ihn ermorden. Die Aussagen der Witwe des Opfers und Darbys genügten schließlich, um Anklage gegen Beauchamp zu erheben und ihn im März 1826, dem nächstmöglichen Termin, vor Gericht zu stellen. Beauchamp bat vor der im März tagenden Grand Jury um einen Aufschub, um weitere Zeugen für seine Verteidigung beibringen zu können. Die Jury entsprach seinem Antrag und vertagte den Prozess bis Mai 1826.

## Prozess

### Zeugen der Anklage
Der Prozess gegen Jereboam Beauchamp wurde am 8. Mai 1826 in Frankfort unter dem Vorsitz von Richter Henry Davidge eröffnet. Die Anklage wurde von Charles S. Bibb, Daniel Mays und James W. Denney als Generalstaatsanwalt vertreten. Beauchamp plädierte auf „nicht schuldig“ und enthielt sich während des gesamten Prozesses weiterer Aussagen. Nach einer Schilderung des Tatortes durch den Bruder des Ermordeten und seine Witwe, die Beauchamp anhand seiner Stimme als Täter identifizierte, wurde Lowe in den Zeugenstand gerufen. Er sollte die Geschichte seiner Beobachtungen wiedergeben, die er bereits Darby bei dessen eigenen Ermittlungen erzählt hatte. Er berichtete, dass Beauchamp gedroht habe, Sharp zu töten. Außerdem sagte er aus, Beauchamp habe bei seiner Rückkehr nach Hause eine rote Fahne über seinem Kopf geschwenkt und gesagt, er habe den Sieg errungen, woraufhin ihm seine Frau um den Hals gefallen sei. Er habe diesen Vorfall als Nachbar zufällig beobachtet. Schoenbachler betrachtet die Schilderung dieses bizarren Verhaltens als eine der Ursachen, die letztlich zur Verurteilung Beauchamps führten.
Lowe, der auch gesellschaftlich mit seinen Nachbarn verkehrte, händigte dem Gericht einen Brief aus, den er von den Beauchamps erhalten habe und in dem auf den Mord Bezug genommen wurde. Dort beteuerte Beauchamp zwar seine Unschuld, erklärte aber auch, dass seine Feinde ein Komplott gegen ihn schmiedeten, und bat Lowe, für ihn auszusagen. In dem Brief wurde eine Reihe von Punkten aufgeführt, die Lowe im Falle einer Zeugenaussage erwähnen sollte, teilweise entsprachen diese der Wahrheit, andere waren frei erfunden.
Die Anklage rief anschließend Joel Scott in den Zeugenstand. Er bestätigte, dass sich Beauchamp in der fraglichen Nacht bei ihm einquartiert hatte, und gab erstmals zu Protokoll, dass er sowohl gehört hatte, wie Beauchamp das Haus verließ, als auch wie er zurückkehrte. Zudem habe der Angeklagte sich am nächsten Morgen verdächtig verhalten, was Scott dazu gebracht habe, den Namen Beauchamps als Verdächtigen ins Spiel zu bringen. Der wichtigste Belastungszeuge für die Anklage war Darby. Er sagte aus, Beauchamp habe ihm gegenüber erwähnt, dass Sharp ihm 1000 Dollar, ein Sklavenmädchen und 81 Hektar Land angeboten habe, wenn die Beauchamps ihn in Ruhe ließen. Später habe er sein Wort gebrochen und die vereinbarte Zahlung nicht geleistet.
Weitere Zeugen bestätigten, dass Beauchamp Morddrohungen gegen Sharp ausgestoßen hatte. Andere erklärten den Zusammenhang zwischen der Verwendung des Namens John A. Covington in der Mordnacht und Beauchamp. Beide, Sharp und Beauchamp, waren mit dem tatsächlich existierenden John W. Covington bekannt, Beauchamp hatte ihn jedoch in der Vergangenheit mehrfach fälschlicherweise als John A. Covington adressiert.

### Verteidigung

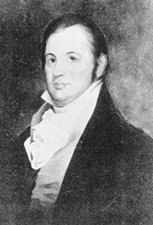
John Pope, führender Anwalt des Verteidigungsteams

Die Strategie der Verteidigung basierte zum einen auf dem völligen Fehlen tatsächlicher Beweise für die Tat und konzentrierte sich andererseits auf Darby als weiteren möglichen Tatverdächtigen. Die Verteidiger J. Lacy, Samuel Q. Richardson und John Pope versuchten ein Bild aufzubauen, nach dem der Mord politisch motiviert gewesen sei. Die Betonung lag dabei auf Darbys enger Verbindung zu den Mitgliedern des Old Court, die in Sharp einen ihrer stärksten politischen Kontrahenten gesehen hatten. Das Verteidigungsteam deckte eine Reihe von politischen Verbindungen zu der Old-Court-Fraktion auf, die diese Theorie stützen sollten. Darby, der versuchte, während des Kreuzverhörs auf das Motiv Beauchamps und die uneheliche Schwangerschaft Cookes einzugehen, wurde wiederholt von Beauchamps Verteidiger Pope unterbrochen, der hiervon ablenkte und versuchte, Darby als den eigentlich Schuldigen zu präsentieren. Keine der Parteien zeigte Interesse daran, diesen Punkt zu klären. Weitere Zeugen, darunter auch der Onkel des Angeklagten, gaben zu Protokoll, es habe bis 1824 keine Differenzen zwischen Sharp und Beauchamp gegeben, und gaben Anlass zu der Frage, ob die von Darby geschilderte Unterhaltung mit Beauchamp je stattgefunden hatte.
Während des Prozesses versuchte Anne Cooke, John Waring für die Verteidigung zu gewinnen, damit dieser zugunsten ihres Mannes aussage. Ebenso versuchte sie, Lowe dazu zu bringen, einen Meineid zu schwören und seine Aussage zu widerrufen. Beide Versuche schlugen fehl. Im Schlussplädoyer versuchte der Verteidiger Pope erneut, Darby als möglichen Täter ins Spiel zu bringen. Dabei ging er in seiner Diskreditierung Darbys so weit, dass dieser mit einem Stock auf einen der Mitarbeiter Popes losging.

### Urteil
Nach dem 13 Tage andauernden Prozess zog sich die Jury am 19. Mai 1826 zur Beratung zurück. Trotz etlicher widersprüchlicher Aussagen, fehlender Beweise und eines weiteren von der Verteidigung präsentierten Tatverdächtigen benötigte die Jury nur eine Stunde, um ein Urteil zu fällen. Sie sprach den Angeklagten schuldig des Mordes an Sharp. Die Urteilsverkündung wurde für den Folgetag angesetzt.
Noch ehe Richter Davidge sein Urteil am folgenden Morgen des 20. Mai verlesen konnte, bat Pope um eine Vertagung. Er begründete dies mit der noch nicht erfolgten Untersuchung der Beteiligung Anne Cookes am Mord Sharps, die der Beihilfe zum Mord verdächtigt war. Der Richter lehnte dies ab und verurteilte Beauchamp zum Tode durch den Strang. Der Tag der Hinrichtung wurde auf den 16. Juni 1826 festgesetzt. Noch am 20. Mai wurde Anne Cooke von zwei Friedensrichtern verhört, aus Mangel an Beweisen jedoch umgehend wieder freigelassen.

## Haftzeit und Hinrichtung

### Berufung und Aufschub
In den Tagen nach der Verkündigung des Urteils unternahm Pope mehrere Versuche, das Todesurteil aufheben und in eine Haftstrafe umwandeln zu lassen. Er wandte sich an Richter Davidge und versuchte, ihn zu überzeugen, dass weder genügend Beweise vorgelegen hätten, noch ein lokales Gericht die Kompetenz habe, ein solches Urteil zu fällen. Durch die von der Legislative beschlossene Auflösung des ehemaligen Berufungsgerichtes sei – so seine Darlegung – ein Gesetz aus dem Jahre 1796 wieder aufgelebt, das den lokalen Gerichten die Berechtigung entziehe, die Todesstrafe zu verhängen. Davidge wies ihn ab. Ihm reichten die Zeugenaussagen aus, und nach seiner Auffassung blieben alle Gesetze, die ihm das Recht zur Verhängung der Todesstrafe gäben, bis zur Beilegung der Kontroverse um die beiden Gerichte in Kraft.
Pope wandte sich daraufhin an das alte Berufungsgericht, das formell bereits abgeschafft war, aber sich aufzulösen weigerte. Er versuchte zu erklären, wieso der Old Court für den Fall zuständig sei, obwohl er nominell nicht mehr existierte und auch nach altem Recht nur für Zivilklagen zuständig war, nicht aber für Strafsachen. Das Gericht lehnte die Berufung ohne weitere Begründung ab.
Beauchamp sah seine letzte Möglichkeit, der Todesstrafe zu entrinnen, darin, die Öffentlichkeit und den Gouverneur von seiner Version der Geschichte zu überzeugen. Er wandte sich an Davidge mit der Bitte, die Hinrichtung aufzuschieben, um ihm Zeit zu geben, seine Sicht der Dinge schriftlich niederzulegen. Dieses Ansinnen war ein verbreiteter Brauch zur damaligen Zeit, und Davidge gewährte ihm sechs Wochen Zeit. Die Hinrichtung wurde auf den 7. Juli 1826 verschoben.

### Haftzeit Beauchamps und Niederschrift derConfession
Die freigelassene Anne Cooke weigerte sich, ihren Mann zu verlassen, und erhielt vom Gefängniswärter John McIntosh die Erlaubnis, bis zu Beauchamps Hinrichtung in seiner Zelle zu bleiben. Beauchamp verfasste in den folgenden Wochen eine 137 Seiten starke Schrift mit dem Titel The Confession of Jereboam O. Beauchamp, eine in weiten Teilen nicht der Wahrheit entsprechende Darstellung der Ereignisse aus seiner Sicht. Schoenbachler macht dazu auf zwei entscheidende Punkte aufmerksam: Zum einen diente die Schrift dem Zweck, die Öffentlichkeit von der Rechtmäßigkeit der begangenen Tat zu überzeugen; zum anderen ist es mehr als unwahrscheinlich, dass die lebenserfahrenere, eloquentere und gebildetere Anne Cooke nicht maßgeblich daran beteiligt war. Die beiden zeichnen darin, inspiriert von der zeitgenössischen romantischen Literatur und Lord Byrons Versen, das melodramatische Bild eines ehrenhaften und vergeistigten Helden, der die Ehre seiner großen Liebe wiederherstellt. Sharp wird dabei als der dämonische Bösewicht dargestellt, der eine unschuldige Frau verführt und in den Ruin getrieben hat.
Beauchamp und sein Onkel versuchten bereits ab Mitte Juni einen Verleger zu finden, wohl wissend, dass das Schriftstück geeignet war, die öffentliche Meinung zu ihren Gunsten zu beeinflussen. Jedoch lehnten sowohl Jacob H. Holeman, ein bekannter Verleger aus Frankfort, sowie Verleger von außerhalb es ab, das Manuskript vor der Hinrichtung zu veröffentlichen. Dies lag insbesondere daran, dass Beauchamp in einem Versuch, Zeit zu gewinnen, eine Reihe von Briefen schrieb, in denen er behauptete, es habe sich tatsächlich um eine politische Verschwörung gehandelt, und Darby sei der Drahtzieher gewesen. Einzelne Angaben in den Briefen erwiesen sich als unwahr, und die Glaubwürdigkeit Beauchamps sank.

### Selbstmord und Hinrichtung
Nachdem alle Bemühungen, die Confession zu veröffentlichen, gescheitert waren, schrieb Beauchamp ein Gnadengesuch an den amtierenden Gouverneur Joseph Desha. Dieser lehnte die Begnadigung jedoch am 5. Juli 1826 endgültig ab. Wann die Beauchamps die Hoffnung aufgaben, ist unbekannt, jedoch scheint ein Zusammenhang mit der Ablehnung des Gnadengesuchs zu bestehen. Anne Cooke verfasste an diesem Tag ihr Testament, und das Paar versuchte, sich an diesem Abend das Leben mit Laudanum zu nehmen. Der Versuch missglückte, und die beiden wurden daraufhin von den Wachen schärfer beobachtet.
Am Tag der Hinrichtung unternahmen die beiden einen weiteren Versuch der Selbsttötung. Mit einem in die Zelle geschmuggelten Messer fügten sie sich gegenseitig Stichwunden im Bauchraum zu. Anne Cooke, deutlich schwerer verletzt, verstarb innerhalb kurzer Zeit im Gefängnis. Beauchamp, zwar ebenfalls schwer verwundet, aber in besserer Verfassung als in späteren Erzählungen tradiert, wurde zur Hinrichtungsstätte gebracht. Rund fünftausend Menschen waren gekommen, um das Spektakel zu verfolgen; Beauchamp war der erste, der in Kentucky auf Basis eines Gerichtsurteils durch den Strick hingerichtet wurde. Auf dem Weg zum Galgen winkte er den Menschen zu und unterhielt sich mit dem Gefängniswärter. Am Ort der Hinrichtung angekommen, ignorierte er entgegen den Gepflogenheiten die Geistlichen und ging, ohne ein letztes Wort an die Menge zu richten, direkt zum Galgen. Er wünschte sich von der anwesenden Musikkapelle des 22. Regiments Bonaparte's Retreat from Moscow, eine fröhliche und lebhafte Melodie. Beauchamp nutzte damit die letzte Gelegenheit, sein von ihm selbst geschaffenes Bild eines Ehrenmanns zu stärken. Mit seiner Weigerung, die üblichen Bräuche und kirchlichen Riten zu befolgen, versuchte er bis zu seinem Ende, die Kontrolle über das Geschehen zu behalten.
Beauchamps Vater forderte die Herausgabe der Leichen von Beauchamp und seiner Frau. Er ließ sie ihrem Wunsch gemäß eng umschlungen in einem gemeinsamen Sarg auf dem Friedhof von Bloomfield, dem Maple Grove Cemetery, beisetzen. Auf dem Grabstein ist ein von Anne Cooke stammendes Gedicht in acht vierzeiligen Strophen eingraviert, das die Geschichte der Beauchamp-Sharp-Tragödie aus der Sicht von Beauchamp und Cooke zusammenfasst und romantisiert.

## Nachwirkungen

### Reaktionen der Presse
Vom Tag des Mordes an wurden sowohl der politische Aufruhr in Kentucky wie auch die Geschichte des Mordes, der Prozess, der Selbstmord Cookes und die Hinrichtung Beauchamps zu einem landesweit beachteten Ereignis. Unzählige Zeitungen, darunter die Philadelphia National Gazette, der New York Spectator und der Baltimore Patriot berichteten während des ganzen Sommers 1826 über die Geschehnisse in Kentucky. Dabei verwandelten sich noch vor Veröffentlichung der Confession die Berichte über die aus der Entfernung betrachteten Ereignisse mehr und mehr in die literarische Betrachtung eines Dramas und entfernten sich von journalistischer Berichterstattung. Es wurden Vergleiche mit den Dramen Shakespeares gezogen, die Verrohung der Sitten durch die junge Generation wurde angeprangert. Andere Zeitschriften beklagten die Verführung einer Unschuldigen und sahen sich mit einer perfekten Tragödie konfrontiert, die in Handlung, Besetzung und katastrophalem Ende in der Realität ihre Umsetzung fand.
Sharps Bruder Leander versuchte, diese Verschiebung aufzuhalten, die sich mehr und mehr unter Missachtung der tatsächlichen Umstände zu einer romantischen Verklärung der Beauchamps und einer negativen Haltung gegen Sharp entwickelte. Er schrieb eine Reihe von Briefen an die verschiedenen Redaktionen und Verleger, hatte damit jedoch keinen Erfolg. Die Entwicklung zur Tragödie hatte sich bereits verselbständigt.

### Leander Sharps Reaktion: DieVindication
Noch 1826 erschienen die Confession, die Letters of Ann Cook und eine Transkription der Prozessprotokolle. Um die Sicht seiner Familie darzustellen, verfasste Leander Sharp im Folgejahr ein Schriftstück, das er als die Vindication of the Character of the Late Colonel Solomon P. Sharp, from the Calumnies Published Against Him Since His Murder, by Patrick Darby and Jereboam O. Beauchamp bezeichnete. Darin versuchte er darzustellen, dass Beauchamp nur ein Handlanger gewesen sei. Die wahren Täter seien Waring und insbesondere Darby gewesen. Er ließ dieses Manuskript zwar drucken, aber nachdem Waring und Darby ihn mit einer Klage und dem Tod bedroht hatten, verzichtete er auf die Verbreitung. Das Manuskript wurde viele Jahre später bei der Renovierung des Hauses Sharp entdeckt.
Die Sharps insistierten weiter auf einer Beteiligung Darbys an dem Mord und sahen, wie es Eliza Sharp in einem Brief an den New Court Argus of Western America ausführte, eine politische Verschwörung hinter der Ermordung eines der führenden Köpfe der New-Court-Fraktion. Unter wesentlich geringerer Medienbeteiligung erreichte die Auseinandersetzung zwischen Darby und den Sharps 1826 einen Höhepunkt, als der New Court Argus behauptete, der New Court selbst habe den Mord geplant und durchgeführt, um Darby als Vertreter der Old-Court-Fraktion zu diskreditieren. 1827 zeigte Darby die Sharps schließlich wegen Verleumdung an, jedoch kam der Fall vor Darbys Tod im Dezember 1829 wegen einer Reihe von Verlegungsanträgen und Aufschüben nicht mehr vor Gericht.

### Übernahme in die Literatur

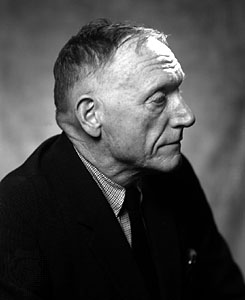
Der Pulitzer-Preisträger Robert Penn Warren adaptierte 1950 die Beauchamp-Sharp-Tragödie in seinem Werk World Enough and Time. Fotografie aus dem Jahre 1968

Die Kentucky Tragedy wurde mehr und mehr durch die Pressemeldungen und Nacherzählungen der Confession geprägt, die eigentlichen Hintergründe und die zweifelhafte Darstellung der Ereignisse durch Beauchamp gerieten in Vergessenheit. Das Drama, das die Beauchamps erschaffen hatten, um das Todesurteil abzuwenden, hatte in Selbstmord und Hinrichtung einen tragischen und damit würdigen Abschluss gefunden. Eine Reihe von Autoren griff die Geschichte auf, um sie literarisch zu verarbeiten. Eine der bekanntesten Adaptionen ist das unvollendete Theaterstück The Politian von Edgar Allan Poe aus dem Jahre 1835. Beeinflusst von Lord Byron verlegt Poe die Handlung in die Renaissance und zeichnet das Bild einer jungen und schönen Frau, deren Ehre durch die Verführung des Herzogssohnes Castiglione beschmutzt wird. Der britische Earl of Leicester verliebt sich in die Gefallene und tritt in einem Duell in den Straßen von Rom gegen den Verführer an. Der jedoch lacht ihn aus und geht. An dieser Stelle bricht das Stück ab.
Kurz darauf erschien 1843 William Gilmore Simms’ erster Teil einer Trilogie mit dem Titel: Beauchampe: or The Kentucky Tragedy, A Tale of Passion, gefolgt von dem 1885 erschienenen Charlemont: Or, The Pride of the Village. A Tale of Kentucky und Beauchampe: Or, The Kentucky Tragedy, a Sequel to Charlemont. Die Handlung bezieht sich dabei im Wesentlichen auf den Mord und die nachfolgenden Ereignisse, seine Charaktere folgen dabei dem zeitgenössischen Stereotyp des männlichen, ehrenhaften und würdigen Helden und der passiven, unschuldigen und liebevollen Frau. Die über hundert Jahre nach den Ereignissen erschienene Adaption von Robert Penn Warren World Enough and Time setzt sich erstmals mit den politischen Hintergründen der an sich romantischen Tat auseinander. Er beschreibt dabei die Auswirkungen der Entwürdigung, Verarmung und des Ruins in dem noch jungen Grenzland Kentuckys. In seinem Roman gelingt den Beauchamps die Flucht, und er benutzt das Material, um das klassische Südstaatenthema hoher Ideale angesichts schwerer Schicksalsschläge aufzugreifen.

### Werke basierend auf der Beauchamp-Sharp-Tragödie
- Charlotte Barnes: Octavia Bragaldi. E.H. Butler, 1848
- Thomas Holley Chivers: Conrad and Eudora, or The Death of Alonzo. 1834
- George Lippard: The Monks of Monk Hall., 1844
- Charles Fenno Hoffman: Greyslaer: A Romance of the Mohawk. 1840
- Edgar Allan Poe: The Complete Poems of Edgar Allan Poe. Houghton Mifflin Company, 1911
- John Savage: Sybil, J.B. Kirker, 1865
- William Gilmore Simms: Beauchampe: or The Kentucky Tragedy, A Tale of Passion. Bruce and Wyld, 1843
- William Gilmore Simms: Charlemont: Or, The Pride of the Village. A Tale of Kentucky. Bedford, Clark, 1885
- William Gilmore Simms: Beauchampe: Or, The Kentucky Tragedy, a Sequel to Charlemont. Bedford, Clark, 1885
- Robert Penn Warren: World Enough and Time Louisiana State University Press, 1999, ISBN 0-8071-2478-8 (Erstausgabe 1950)